# Dmytro Jantschuk
Dmytro Mykolajowytsch Jantschuk (ukrainisch Дмитро Миколайович Янчук; * 14. November 1992 in Chmelnyzkyj) ist ein ukrainischer Kanute.

## Erfolge
Dmytro Jantschuk gewann seine ersten internationalen Medaillen bei der Sommer-Universiade 2013 in Kasan. Dort gelang ihm im Vierer-Canadier über 1000 Meter der Gewinn der Goldmedaille, während er sich über 500 Meter die Silbermedaille sicherte. Ebenfalls im Vierer-Canadier belegte er bei den Europameisterschaften 2014 in Mailand den dritten Platz über 1000 Meter. Diese Platzierung wiederholte er im Jahr darauf bei den Europameisterschaften in Račice u Štětí. Darüber hinaus wurde er im Zweier-Canadier mit Taras Mischtschuk über 500 Meter Zweiter und über 1000 Meter Europameister. Im selben Jahr belegten Jantschuk und Mischtschuk bei den Weltmeisterschaften in Mailand den Bronzerang. Bei den Europaspielen 2015 in Baku wurden die beiden nach erfolgreicher Finalqualifikation in einer Rennzeit von 3:35,561 Minuten Fünfte.
Bei den Olympischen Spielen 2016 in Rio de Janeiro gingen Jantschuk und Mischtschuk im Zweier-Canadier auf der 1000-Meter-Distanz an den Start. Sie beendeten zunächst ihren Vorlauf als Zweiter hinter den Brasilianern Erlon Silva und Isaquias Queiroz, ehe sie sich nach einem Sieg im Halbfinale nach 3:38,384 Sekunden mit deutlichem Vorsprung für den Endlauf qualifizierten. In diesem waren es nur die siegreichen Deutschen Sebastian Brendel und Jan Vandrey sowie abermals Silva und Queiroz, die noch schneller das Ziel erreichten, womit Jantschuk und Mischtschuk die Bronzemedaille gewannen. Sowohl bei den Europameisterschaften 2017 in Plowdiw als auch 2018 in Belgrad sicherten sich Jantschuk und Mischtschuk im Zweier-Canadier auf der 500-Meter-Strecke jeweils eine weitere Bronzemedaille. 2019 startete Jantschuk bei den Europaspielen in Minsk im Einer-Canadier über 1000 Meter. Als Sechster seines Vorlaufs zog er ins Halbfinale ein, in dem er als erneut Sechster letztlich ausschied. Bei den Weltmeisterschaften 2023 in Duisburg gewann er mit dem Vierer-Canadier über 500 Meter die Bronzemedaille.
Für seine olympische Bronzemedaille erhielt Jantschuk 2016 den Ukrainischen Verdienstorden zweiter Klasse.